# Тополяни (Катеринско)
Тополяни (на гръцки: Τοπολιανή или Τοπόλια, Тополия) е бивше село в Централна Македония, Гърция, на територията на дем Дион-Олимп в област Западна Македония.

## География
Селото се намира на северозапад от градчето Лептокария, на югоизток от Литохоро и на североизток от Палеа Лептокария. Северно от него минава едноименната река Тополяни.

## История
В началото на XX век Тополяни е малко селище. На картата на Йоргос Кондоянис от 1910 година е отбелязано като Тополия (Τοπόλια). В 1918 година пак под името Тополия (Τοπόλια) става част от община Лептокария. В 1921 година селото е закрито заедно със съседното Агиос Минас.
Към началото на XXI век Тополяни е вилна зона на Лептокария.